# Сава Вуйчев
Сава Колев Вуйчев е български военен деец, генерал-майор, участник в Балканската война (1912 – 1913) като командир на дивизион в 1–ви конен полк и началник-щаб на 4–а пехотна преславска дивизия, Междусъюзническата (1913) като началник-щаб на 4–а пехотна преславска дивизия, и в Първата световна война (1915 – 1918) като началник-щаб на Кавалерийската дивизия (1915), командир на 6-и конен полк (1916) и командир на 1-ва конна бригада (1916 – 1918).

## Биография
Сава Вуйчев е роден на 22 юли 1872 г. в Габрово, Османска империя. През 1889 г. завършва Априловската гимназия и продължава обучението си във Военното на Негово Княжеско Височество училище. На 2 август 1893 г. завършва училището в 15-и випуск, произведен е в чин подпоручик и зачислен като младши офицер в Лейбгвардейския ескадрон. През 1897 г. е произведен в чин поручик. Като поручик от Лейбгвардейския ескадрон през 1899 г. е командирован за обучение в Офицерската кавалерийска школа в Сомюр, Франция, която завършва през 1901 г. От следващата година е флигел-адютант на Н. В. княза, а през 1903 г. е произведен в чин ротмистър.
Като ротмистър от Лейбгвардейския конен полк през 1904 година е командирован във Висшето военно училище (т.е. Академията на Генералния Щаб) в Париж, което завършва през 1906 година. По-късно е назначен за старши адютант и началник-щаб на 2–ра бригада от 7–а пехотна рилска дивизия (1908). На 15 октомври 1908 е произведен в чин майор. В периода 1911 – 1912 майор Вуйчев е военен аташе в Белград, Сърбия и на 15 октомври 1912 г. е произведен в чин подполковник.

## Балкански войни (1912 – 1913)
През на Балканската война (1912 – 1913) подполковник Сава Вуйчев е командир на дивизион в 1–ви конен полк и началник-щаб на 4–а пехотна преславска дивизия. По време на Междусъюзническата война (1913) с дивизията си взема участие във военните действия срещу сърбите в Осоговската планина. След войните е началник-щаб на 6–а пехотна бдинска дивизия (1914 – 1915), след което поема командването на 35-и пехотен врачански полк (1915).

## Първа световна война (1915 – 1918)
По време на Първата световна война (1915 – 1918) подполковник Вуйчев е последователно началник-щаб на Кавалерийската дивизия (11 септември – 14 ноември 1915), началник на Бургаския укрепен пункт (14 ноември 1915 – 25 април 1916), командир на 6-и конен полк (25 април 1916 – 2 декември 1916), с който участва в бойните действия срещу Румъния – от Гюргево до Браила и на 1-ва конна бригада (2 декември 1916 – 31 декември 1918). На 14 август 1916 е произведен в чин полковник.
След края на войната през януари 1919 г. полковник Вуйчев е назначен за началник на 2-ра конна дивизия, на 14 юли е произведен в чин генерал-майор и на 1 август същата година преминава в запаса. Умира през 1962 година в София.
По време на военната си кариера служи и в 6-а пехотна бдинска дивизия.

## Семейство
Сава Вуйчев е женен и има 1 дете.

## Военни звания
- Подпоручик (2 август 1893)
- Поручик (1897)
- Ротмистър (1903)
- Майор (15 октомври 1908)
- Подполковник (31 декември 1906)
- Полковник (14 август 1916)
- Генерал-майор (14 юли 1919)

## Награди
- Военен орден „За храброст“ IV степен 2 клас
- Военен орден „За храброст“ III степен 2 клас
- Царски орден „Св. Александър“ V степен без мечове
- Царски орден „Св. Александър“ IV степен с мечове по средата
- Народен орден „За военна заслуга“ V степен на обикновена лента